# Pagerunganinseln
Die Pagerunganinseln (indonesisch Kepulauan Pagerungan) sind eine indonesische Inselgruppe in der Balisee. Sie gehören zu den Kangeaninseln. Sie liegen nordöstlich von Java, östlich von Madura und nördlich von Bali.

## Geographie

### Überblick
Die Gruppe besteht aus den Inseln Pagerungan Besar (deutsch Groß-Pagerungan) und Pagerungan Kecil (deutsch Klein-Pagerungan) mit einer Gesamtfläche von 9,15 km². Sie bilden den Nordosten der Kangeaninseln.
Die beiden Inseln bilden jeweils ein administratives Dorf (Desa) des Distrikts (indonesisch Kecamatan) Sapeken im Regierungsbezirk (indonesisch Kabupaten) Sumenep der Provinz Ostjava (indonesisch Jawa Timur).
Auf Pagerungan Besar befindet sich der Ort Mesigit, mit Zentrum im Westen der Insel, und das Industrieareal Torohhiga im Osten. Das Dorf an der Westküste Pagerungan Kecils trägt den Namen der Insel.
Um die Inseln herum befinden sich Korallenriffe. Pagerungan Besar hat Mangrovensümpfe, Pagerungan Kecil ist dicht mit Kokospalmen bewachsen.

### Klima
Das Klima ist tropisch und wird vom Monsun bestimmt. Die jährlichen Niederschläge liegen bei 1500 bis 2000 mm, die Lufttemperatur zwischen 22 und 33 °C. Die Wassertemperatur beträgt 26 bis 29 °C.

### Fauna und Flora
Das Ökosystem im Meer ist typisch für tropische Gewässer. Flache Kalksteinplattformen bieten Grundlage für Makroalgen und Seegras. Die Korallenriffe sind wichtige Brutstätten, Wohnraum und Futterressourcen für Fische. Auch Suppenschildkröten (Chelonia mydas), Echte Karettschildkröten (Eretmochelys imbricata) und Dugongs (Dugong dugon) finden sich hier. Küstenvögel profitieren von den flachen Riffgewässern. Einige Riffe weisen zwar Schädigungen auf, meist sind sie aber im guten Zustand.

## Einwohner
Auf den beiden Inseln leben insgesamt 10.818 Menschen (Zensus 2010).

## Wirtschaft und Transport
Fischfang und etwas Landwirtschaft dominieren die lokale Wirtschaft. Fisch wird getrocknet und gesalzen auch von den Inseln exportiert. Seit 1994 werden Gasfelder bei den Inseln genutzt. Dafür wird eine Industrieanlage der Atlantic Richfield Company (ARCO) auf Pagerungan Besar betrieben, die auch über eine Landebahn und einen großen Pier verfügt. Pipelines leiten das Gas nach Surabaya. Etwa hundert Einwohner Pagerungan Besars arbeiten hier.